# Ancenis-Saint-Géréon
Ancenis-Saint-Géréon es una comuna nueva francesa situada en el departamento de Loira Atlántico, de la región de Países del Loira.

## Historia
Fue creada el 1 de enero de 2019, en aplicación de una resolución del prefecto de Loira Atlántico de 26 de septiembre de 2018 con la unión de las comunas de Ancenis y Saint-Géréon, pasando a estar el ayuntamiento en la antigua comuna de Ancenis.

## Demografía
Según los datos aportados en la resolución del prefecto de Loira Atlántico, la comuna se crea con 10 884 habitantes.

## Composición
| Comuna fusionada | Código INSEE | Población (2016) | Superficie (km²) | Densidad (hab./km²) |
| ---------------- | ------------ | ---------------- | ---------------- | ------------------- |
| Ancenis          | 44003        | 7656             | 20.07            | 381                 |
| Saint-Géréon     | 44160        | 2939             | 7.51             | 391                 |